# Provincia di Chahar Mahal e Bakhtiari
La provincia di Chahar Mahaal e Bakhtiari (in persiano: چهارمحال و بختیاری) è una delle trentuno province (ostān) dell'Iran. È situata nella parte sud-occidentale del paese.
Il territorio della provincia è prevalentemente montuoso, il capoluogo, la città di Shahrekord (Shahr-e-Kord) è situata a 2.150 m s.l.m. ed è la città più elevata del paese.
Questa provincia iraniana ospita l'etnia dei Bakhtiari che nel XX secolo è stata la protagonista dei fatti inerenti a questa provincia iraniana.

## Contee
La provincia, contando anche lo shahrestān di Kiar, è ora suddivisa in 7  shahrestān:
| Mappa della regione | Contee (Shahrestān) | Circoscrizioni (Bakhsh) | Capoluoghi |
| --- | ------------------- | ----------------------- | ---------- |
| Shahr-e Kord Saman Ben Laran Kiar Borujen Gandoman Boldaji Khanmirza Falard Lordegan Farsan Manj Miankuh Ardal Kuhrang Bazaft Chelgerd Khūzestān Lorestan Esfahan Kohgiluyeh e Buyer Ahmad Shahr-e Kord ARDAL Borujen Lordegan Farsan |                     |                         |            |
| Ardal | Centrale            | Ardal                   |            |
| Ardal | Miankuh             | Sarkhun                 |            |
| Borujen | Centrale            | Borujen                 |            |
| Borujen | Boldaji             | Boldaji                 |            |
| Borujen | Gandoman            | Gandoman                |            |
| Farsan | Centrale            | Farsan                  |            |
| Kuhrang | Centrale            | Chelgerd                |            |
| Kuhrang | Bazaft              | Chaman-Goli             |            |
| Lordegan | Centrale            | Lordegan                |            |
| Lordegan | Falard              | Mal-e Khalifeh          |            |
| Lordegan | Khanmirza           | Aluni                   |            |
| Lordegan | Manj                | Manj                    |            |
| Shahr-e Kord | Centrale            | Shahr-e Kord            |            |
| Shahr-e Kord | Ben                 | Ben                     |            |
| Shahr-e Kord | Laran               | Surshjan                |            |
| Shahr-e Kord | Saman               | Saman                   |            |
| Kiar |                     | Shalamzar               |            |